# The Witcher 2: Assassins of Kings
The Witcher 2: Assassins of Kings (em polonês: Wiedźmin 2: Zabójcy Królów) é um jogo eletrônico dos gêneros ação e RPG desenvolvido pelo estúdio CD Projekt RED para as plataformas Microsoft Windows, Xbox 360, OS X e Linux, sendo a sequência direta de The Witcher, lançado em 2007. The Witcher 2 foi lançado internacionalmente no dia 17 de maio de 2011 para o Windows, e em 17 de abril de 2012 para Xbox 360. Assim como seu predecessor, o jogo é baseado na série de livros Wiedźmin, do escritor polonês Andrzej Sapkowski, tendo sido um sucesso comercial e crítico, vendendo mais de 1,7 milhão de unidades para o PC e o Xbox 360 até maio de 2012. Assassins of Kings também gerou mais tarde uma continuação intitulada The Witcher 3: Wild Hunt, que trouxe aclamação universal para a desenvolvedora polonesa.

## Jogabilidade

Captura de tela da versão para PC

A jogabilidade de The Witcher 2 no PC tem um desvio marcado em relação a seu antecessor, já que o movimento é unicamente por meio do teclado e o combate transforma-se de um mini-game rítmico para um estilo mais rápido. O botão esquerdo do mouse é usado para ataques rápidos, porém fracos, e o botão direito do mouse para ataques mais lentos, mas que causam mais dano.
As habilidades de armar uma armadilha e de mirar e atirar armas a distância foram adicionas ao sistema de combate. Geralt também tem um arsenal ofensivo e defensivo aperfeiçoado, com uma grande variedade de armas brancas e de longo alcance, armaduras, bombas, armadilhas e armas secundárias, como machados e pás. Upgrades são divididos em quatro categorias distintas: Treinamento, que inclui melhorias gerais para várias habilidades. Deve-se investir nesta antes de começar outras categorias; Manejo de espadas, que aumenta as habilidades de Geralt na luta com espadas; Alquimia, que inclui privilégios como reduzir efeitos negativos de poções; e Magia, que melhora os Sinais Witcher.
The Witcher 2 também apresenta a inclusão de um modo stealth, onde o jogador deve ficar indetectado enquanto tenta alcançar um certo objetivo. Os jogadores têm a opção de atordoar inimigos se Geralt consegue chegar por trás deles, mas o jogador pode escolher por uma abordagem mais direta e simplesmente derrotar os guardas em combate. Diversos novos minigames foram introduzidos, incluindo luta com punhos e queda de braço.

## História
The Witcher 2: Assassins of Kings contém muitos caminhos e linhas de história diferentes, assim como múltiplos finais. Como no primeiro jogo, o jogador toma controle de Geralt de Rivia, um dos poucos bruxos (witchers) restantes. Bruxos são humanos geneticamente encantados e treinados para lutar contra monstros desde jovens. Eles possuem poderes especiais, divergindo para cada bruxo. Estes incluem alquimia, magia e manejo de espadas.

### Prólogo
Durante o prólogo, Geralt é interrogado em uma prisão no reino de Temeria por Vernon Roche, o comandante de um grupo das forças especiais temerianas, conhecido como Blue Stripes (Listras Azuis), a respeito do assassinato do rei de Temeria, o rei Foltest. Geralt conta os eventos que levaram à morte de Foltest, durante os quais ele agiu como guarda-costas de Foltest. Durante uma revolta contra Foltest por parte das famílias nobres de Temeria, Foltest pessoalmente liderou a batalha, com o objetivo de recuperar seus filhos bastardos, Anais e Boussy, que estavam sendo mantidos pelos rebeldes. Quando Foltest encontra seus filhos, é assassinado por um homem disfarçado como um monge cego, que escapa antes de Geralt conseguir reagir. Geralt é então encontrado pelas forças temerianas e acusado de matar o rei. Depois de ouvir a história de Geralt, Roche decide que Geralt é inocente e ajuda-o a escapar da prisão. Os dois, junto com a feiticeira Triss Merigold, companheira de Geralt e conselheira real de Foltest, viajam então à feitoria chamada Flotsam, em busca do assassino do rei.

## Desenvolvimento

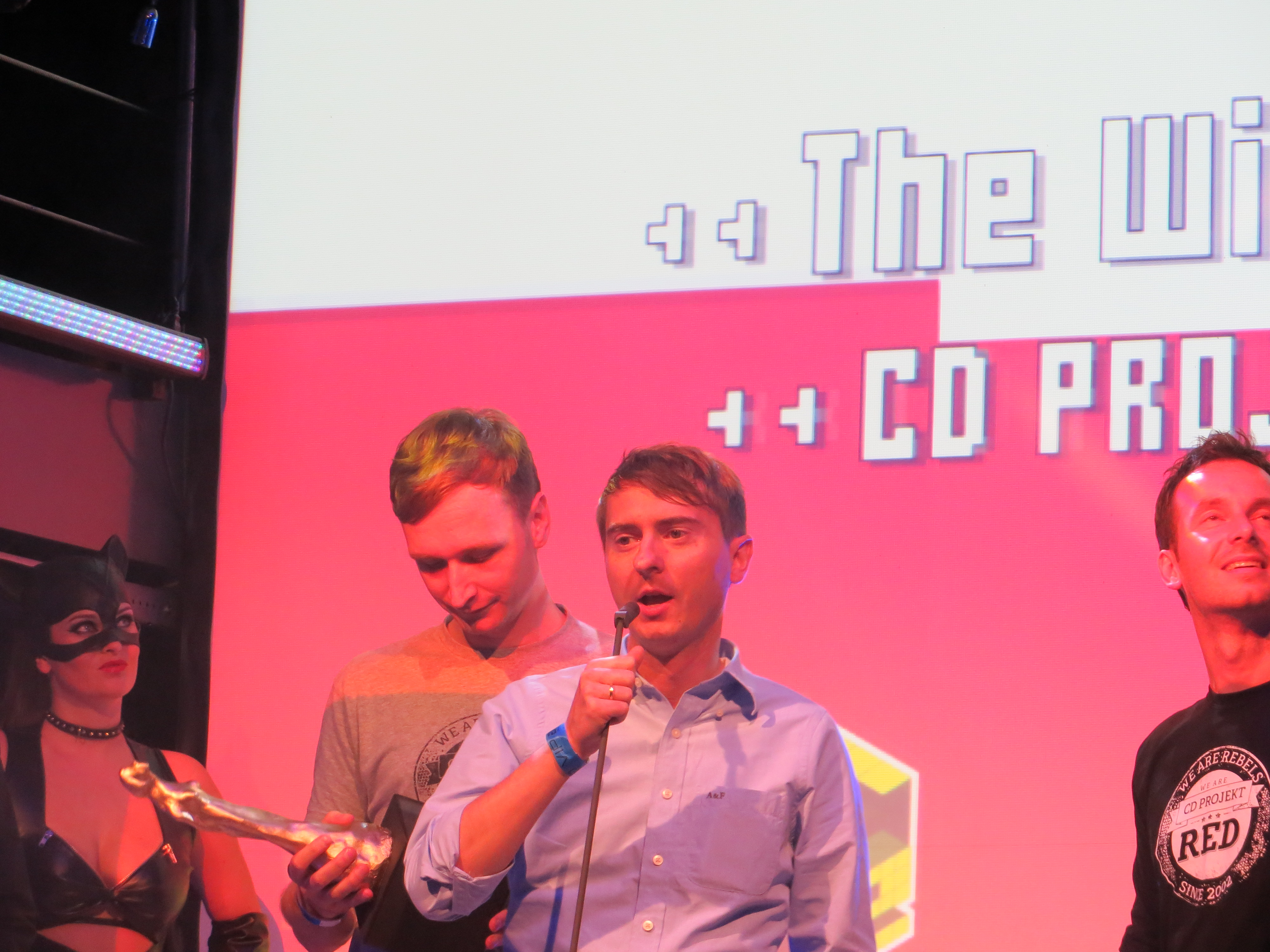
Membros da CD Projekt RED recebendo um prêmio da European Games na Gamescom 2012

The Witcher 2: Assassins of Kings foi anunciado oficialmente em 18 de setembro de 2009. A CD Projekt RED desenvolveu uma engine própria para o jogo, diferentemente do primeiro título, que usou uma versão modificada da Aurora Engine, da Bioware. O jogo também incorpora a engine de física Havok.
Em 25 de março de 2011, a CD Projekt RED lançou o primeiro vídeo de gameplay, apresentando uma variedade de diferentes métodos nos quais um jogador podia completar uma fase. Outro vídeo de gameplay foi revelado na Gamescom, mostrando os variados personagens e opções do jogo. O jogo apresenta um sistema de diálogo ramificado com dublagem completa, sendo o elenco, a direção e as gravações feitas em Londres. Também foi confirmado que o jogo teria 16 finais diferentes.
Em 2 de junho de 2011, uma versão para Xbox 360 foi anunciada, com uma confirmação de que seria lançada no final do ano seguinte. Entretanto, em 1 de agosto de 2011, a data de lançamento para o console da Microsoft foi adiada para o primeiro trimestre de 2012, para dar aos desenvolvedores "mais tempo expandindo e polindo certos elementos da jogabilidade" e tempo suficiente para lidar com questões legais em relação aos direitos de distribuição do jogo.

## Lançamento
Em 14 de abril de 2011, a CD Projekt RED anunciou, durante a Conferência de Primavera de 2011, que as cópias físicas do jogo usariam a DRM SecuRom. Entretanto, a proteção ainda permitiria um número de instalações ilimitado em um número de PCs ilimitado, com a possibilidade de se jogar em até cinco computadores ao mesmo tempo. Também foi confirmado que não haveria qualquer tipo de censura ou diferenças na jogabilidade entre diferentes regiões. The Witcher 2 também foi distribuído por meio de diferentes serviços de distribuição digital, como o Steam e o próprio serviço da CD Projekt RED, GOG.com. A versão vendida no site GOG.com foi a única a não ter nenhum tipo de DRM no lançamento.
Em 3 de maio de 2011, a Namco Bandai confirmou que o lançamento australiano do jogo seria modificado para atender à classificação MA15+. A edição relaciona-se especificamente a uma quest secundária na qual é oferecido sexo a Geralt por completar a quest. Na versão australiana, Geralt rejeita a oferta automaticamente. Três semanas após este anúncio, o jogo foi removido da loja Steam australiana, causando injúria contra a comunidade gamer da Austrália. Além disso, a CD Projekt RED anunciou que o preço da versão australiana na loja GOG.com seria aumentado por conta de problemas com licenciamento, mas os consumidores ainda poderiam fazer a pré-compra pelo preço original até 17 horas antes da mudança.
The Witcher 2: Assassins of Kings foi lançado para PC em 17 de maio de 2011 em distribuição física e digital. A rede de supermercados do Reino Unido Tesco lançou a versão para consoles do jogo em 13 de abril de 2012, numa sexta-feira, 4 dias antes do lançamento programado para 17 de abril. Foi pedido à Tesco que tirassem o jogo das prateleiras até a data de lançamento oficial.

### Marketing

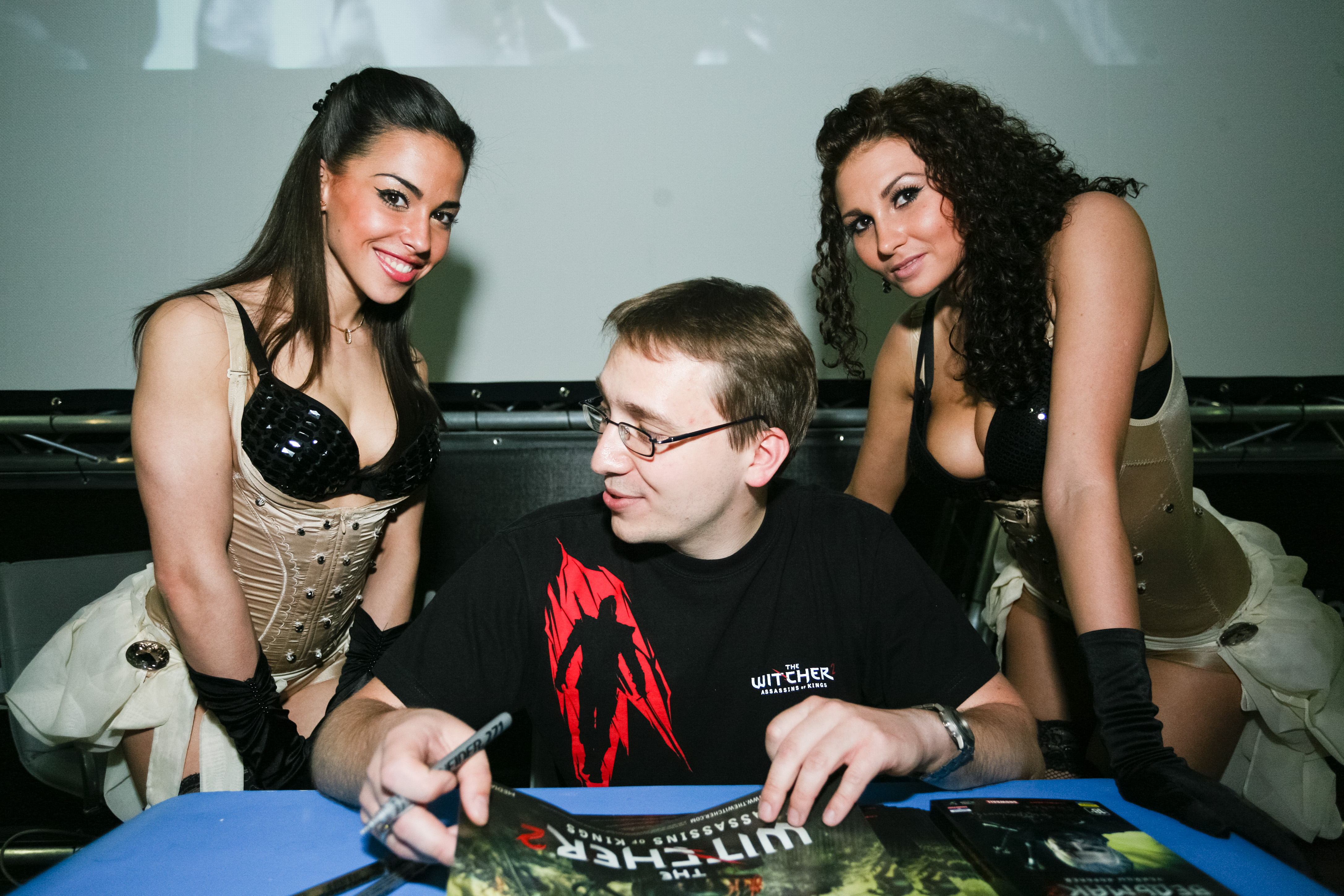
Evento de lançamento de The Witcher 2 em Kiev

A edição polonesa de maio de 2011 da revista Playboy apresentou a personagem Triss semi-nua na capa. No mesmo mês, o primeiro-ministro polonês Donald Tusk deu ao presidente estadunidense, Barack Obama, diversos presentes depois de sua visita à Polônia, incluindo a Edição de Colecionador de The Witcher 2.
Na Rússia, a publicadora 1C Company lançou um calendário pornográfico juntamente com cópias do jogo, com a modelo internacional Ayya Azanova como Triss. A GOG promoveu o jogo reduzindo o preço de The Witcher uma semana antes do lançamento da sequência, encorajando os jogadores a importarem seus saves do primeiro jogo para o segundo. A loja Steam ofereceu três itens promocionais de The Witcher 2 para o jogo Team Fortress 2, incluindo o cabelo de Geralt, uma espada e um colar, todos limitados à classe Scout do jogo.

### Atualizações
No lançamento, muitos da crítica especializada e jogadores reclamaram sobre problemas com a ativação do jogo, dificuldades ao registrarem-se, e performance baixa em sistemas high-end com placas de vídeo da Nvidia e da AMD. O patch 1.1 para o jogo resolve alguns dos problemas mencionados.
O patch 1.1 também removeu o DRM. A Tech Spot reclamou que, baseado em relatos de usuários, o DRM na versão física de The Witcher 2 reduziu drasticamente a taxa de frames e aumentou o tempo de carregamento. O patch 1.1 aumentou a taxa de frames simplesmente removendo o DRM. As notas de lançamento indicam que o jogo "agora funciona de 5 a 30% mais eficientemente, e os tempos de loading diminuíram. O aumento da eficiência dependerá da configuração do sistema e da versão do jogo." As notas de lançamento também afirmaram que os donos de versões físicas do jogo notariam melhorias mais significativas.
Jogadores que compraram The Witcher 2: Assassins of Kings pela loja Steam tiveram que baixar 9GB de patches para atualizar o jogo para as versões 1.1 e 1.2, respectivamente. Em contraste a isso, o patch 1.1 para versões não-Steam foi de apenas 15MB. Em uma entrevista com a Eurogamer.net, um desenvolvedor da CD Projekt relatou que eles estavam cientes do problema e trabalhavam com a Valve para resolver o problema.
- O patch 1.2 traz uma grande quantidade de correções, como eliminar problemas de balanceamento entre o personagem principal, Geralt, e seus inimigos, enquanto melhorava características como o sistema de importar save games, que permite que arquivos de The Witcher sejam trazidos para o segundo jogo.[23]
- A CD Projekt RED depois lançou o patch 1.3, que inclui muitos pedidos de fãs, como ajustes de dificuldade para o Prólogo do jogo, suporte a uma variedade de proporções de tela e vários fixes. Bem como a longa lista de mudanças, este update também traz a DLC gratuita "A Sackful of Fluff", com uma nova quest.[24]
- Em 10 de agosto, foi lançada uma correção 1.35, abordando certos problemas que podem ter sido causados pelo patch 1.3. Alguns dos problemas maiores corrigidos incluem: sombras não sendo mostradas corretamente com o 3D Vision e conquistas Steam não sendo registradas.[25]
- Em 27 de setembro, a CD Projekt RED lançou um changelog para o update versão 2.0,[26] que foi lançado dois dias depois. Três grandes novidades foram adicionadas, incluindo o novo modo Arena, no qual jogadores podem lutar contra ondas de inimigos, um novo sistema de Tutorial, que, aos poucos, introduz todos os sistemas complexos usados pelo RPG, e um modo especial dificuldade Dark, que oferece um grande desafio aos jogadores, assim como recompensas únicas dos itens Dark. O patch também traz uma variedade de melhorias e correções de bugs, do sistema de mira reformulado à defesa melhorada, que não é mais dependente da quantidade de Vigor, bem como outras coisas.[27]
- Em 18 de junho de 2012, a CD Projekt RED lançou um novo patch 3.2 para a Enhanced Edition de The Witcher 2, que modifica a interface de usuário significativamente. David Block, que originalmente criou essa modificação, agora trabalha na CD Projekt RED e é o autor desse patch. O mod adiciona diversas melhorias ao jogo, como o minimapa, alquimia, descrição de itens, categorias, negociação, elaboração de itens, e mais.[28]

### Enhanced Edition
Em 27 de janeiro de 2012, a CD Projekt RED anunciou uma "Enhanced Edition" (Edição Aprimorada) de The Witcher 2 por meio de sua subsidiária GOG.com, que foi lançada em 17 de abril de 2012 no Xbox 360. A Enhanced Edition adicionou mais de 10GB de novos conteúdos, incluindo quatro horas de gameplay, mais de trinta minutos de cinemáticas, incluindo uma nova introdução e um novo epílogo, além de uma série de correções para jogabilidade e interface. Todos os compradores que já tinham adquirido The Witcher 2 receberam um upgrade gratuito para a Enhanced Edition, e puderam fazer o pré-carregamento do update em 11 de abril de 2012. Todas as novas cópias no PC e Xbox 360 passaram a trazer o conteúdo adicional a bordo.

## Recepção

### Recepção da crítica
The Witcher 2: Assassins of Kings recebeu reviews favoráveis em geral. Os críticos em geral elogiaram as mecânicas de combate, customização, gráficos, cenários, imersão e enredo. A PC Gamer sentiu que as mecânicas de combate e o final do jogo foram os pontos fracos. Tom chick, do site 1UP, deu ao jogo uma nota 'A' e comentou sobre seus "ricos gráficos que não precisam ser vistosos, sistema de combate complexo e desafiador, e uma excelente escrita de fantasia". A Game Informer deu ao jogo uma "pontuação platina" e mencionou que "A brilhante aventura de fantasia dark é tão boa no console quanto foi no PC".
Uma fonte de controversas sobre o jogo é a dificuldade do combate, especialmente durante as primeiras horas de jogo. Alguns avaliadores, como a Eurogamer, elogiaram a dificuldade do prólogo, explicando que "[o jogo] não te trata como um jogador... mas como um adulto, livre para fazer suas escolhas e sofrer em uma história em que nem todos recebem o que merecem".
O jogo recebeu mais de 50 prêmios por melhores gráficos, melhor adaptação, melhor história, melhor jogo de PC, melhor RPG e Game of the Year (Jogo do Ano).
O site IGN incluiu o jogo na posição de número 73 no ranking dos "100 melhores RPGs de todos os tempos" (Top 100 RPGs of All Time).

### Vendas
Em 30 de agosto de 2011, a Revista de Negócios de Warsaw relatou que The Witcher 2 vendeu mais de 940,000 cópias. De acordo com Piotr Nielubowicz, um membro de diretoria da CD Projekt RED, a companhia estava esperando por um número de vendas semelhante. Dessas 940,000 cópias vendidas, 200,000 foram em vendas digitais.
Em uma reportagem separada datada de 11 de novembro de 2011, a PC Gamer relatou estatísticas similares para vendas digitais de The Witcher 2. De acordo com a PC Gamer, as vendas combinadas das lojas Direct2Drive, Impulse e Gamersgate totalizaram 10,000 unidades. GOG vendeu 40,000 cópias. No mesmo período, 200,000 cópias de The Witcher 2 foram vendidas na loja Steam.
Em 30 de maio de 2012, o jogo vendeu 1,7 milhão de cópias.
Em 6 de fevereiro de 2013, o número de vendas do jogo somado às vendas de seu antecessor ultrapassaram os 5 milhões.

## Sequência
The Witcher 3: Wild Hunt foi anunciado pela CD Projekt RED em 5 de fevereiro de 2013, com lançamento para Março de 2015 na REDEngine 3 para PC, Xbox One e PlayStation 4. Foi revelado que será o último jogo da saga The Witcher focado em Geralt (ainda que não necessariamente o último título The Witcher) e que o mundo do jogo será cerca de "35 vezes maior que o de The Witcher 2".